# Bay (Arkansas)
Bay è una città statunitense situata nello Stato dell'Arkansas, nella Contea di Craighead.